# Amyris madrensis
Amyris madrensis är en vinruteväxtart som beskrevs av S. Wats.. Amyris madrensis ingår i släktet Amyris och familjen vinruteväxter. Inga underarter finns listade i Catalogue of Life.